# MEBAK
Die MEBAK e.V. ist die Mitteleuropäische Brautechnische Analysenkommission.
Der Zweck des Vereins ist es, die Forschung und Entwicklung auf dem Gebiet der Analytik und Technologie von Getränken sowie deren Rohstoffen, Zusatzstoffen und Hilfsstoffen zu fördern. In der MEBAK sind staatliche und private brautechnische Institute Deutschlands, Österreichs, der Tschechischen Republik und der Schweiz sowie jeweils Vertreter der Brauwirtschaft vernetzt.
Der Verein ist am 19. November 1971 in der Alten Bibliothek der VLB in Berlin-Wedding gegründet worden; seine Vorgängerorganisation war die Deutsche Brautechnische Analysenkommission (DBAK).
Seit 1981 ist der Sitz des Vereins am TUM–Forschungszentrum Weihenstephan für Brau- und Lebensmittelqualität in Freising-Weihenstephan.
Gründungsorganisationen waren neben der VLB die Wissenschaftliche Station für Brauerei in München, die Versuchsanstalt für Bierbrauerei der Bayerischen Landesgewerbeanstalt in Nürnberg, die Staatliche Brautechnische Prüf- und Versuchsanstalt Weihenstephan, die Landesanstalt für landwirtschaftliches Gewerbe an der Universität Hohenheim, die Versuchs- und Untersuchungsstation für die Gärungsindustrie in Mühlheim, die Versuchsstation Schweizerischer Brauereien in Zürich und die Versuchsstation für das Gärungsgewerbe in Wien.
Seit 2024 setzt sich der Vorstand der MEBAK aus folgenden Mitgliedern zusammen:
- 1. Vorsitzender: Martin Zarnkow (Forschungszentrum Weihenstephan für Brau- und Lebensmittelqualität)
- 2. Vorsitzender: Matthias Hansen (IREKS GmbH)
- Schriftführerin: Silvija Abakuks (Döhler GmbH)
- Kassenwart: Gerold Reil (TU München)

## Publikationen (Auswahl)
- Wasser (Trinkwasser und Mineralwasser, Brauwasser, Kesselspeisewasser, Abwasser)
- Rohstoffe (Gerste, Rohfrucht, Malz, Hopfen und Hopfenprodukte)
- Sudwerkkontrolle, Würze, Bier, Biermischgetränke und AfG
- Gas-, Dünnschichtchromatographie, HPLC, Atomabsorptionsspektralphotometrie, Wasserspezialanalysen, Enzymatische Analysen, Mikrobiologische Vitaminbestimmung, Immunchemische Methoden, Gushing, Mikrobiologische Analysen
- Technische Hilfsmittel, Reinigungsmittel, Desinfektionsmittel, Bandschmiermittel, Entsteinungs- und Steinverhütungsmittel, Zusatzstoffe, Kühlsolen, Ionenaustauscher, Bier- und Getränkeschläuche, Technische Gase/Kohlendioxid sowie Anlagen zum Ausschank CO2-haltiger Getränke
- Gebinde und Produktausstattungsmittel
- Mikrobrauereien
- Sensorik

Seit 2021 werden die Methoden der MEBAK ausschließlich online publiziert. Die alten Buchbände "Wasser", "Rohstoffe", "Würze, Bier und Biermischgetränke" und "Sensorik" wurden damit aufgelöst. 2024 wurden erstmals mikrobiologische Methoden veröffentlicht.